# Mike Trout
Michael Nelson Trout (Vineland, Nueva Jersey, 7 de agosto de 1991) es un jardinero estadounidense de béisbol profesional que juega para Los Angeles Angels de las Grandes Ligas. 
Fue seleccionado en la primera ronda del draft de 2009 por los Angels, equipo con el cual debutó en las mayores en 2011. Se desempeña principalmente como jardinero central.
Su primera campaña completa la disfrutó en 2012, en la cual fue reconocido como el Novato del Año de la Liga Americana. Desde entonces ha ganado el premio de Jugador Más Valioso de la Liga Americana tres veces (2014, 2016 y 2019) quedando en segundo lugar de las votaciones las temporadas de 2012, 2013 y 2015. También ha sido galardonado con nueve Bates de Plata y ha participado en ocho Juegos de Estrellas, siendo premiado como el Jugador Más Valioso de dicho juego en dos ocasiones. Rompió el récord de jugador más pagado cuando fichó por los Angels a 430 millones por 12 años.

## Carrera profesional

### Ligas menores
Trout fue seleccionado en el draft de 2009 por los Angels de Los Angeles de Anaheim como la 25ª selección global. Inició su carrera profesional ese mismo año con los Arizona Angels de la Arizona League, y fnalizó la temporada jugando con los Cedar Rapids Kernels de la Midwest League de Clase A.
Comenzó la temporada 2010 jugando con Cedar Rapids, con los que bateó para promedio de .362 con seis jonrones, 39 carreras impulsadas y 45 bases robadas, por lo que participó en el Juego de Futuras Estrellas, después del cual fue promovido a los Rancho Cucamonga Quakes de la California League de Clase A avanzada.
Para la temporada 2011, Trout fue considerado como el prospecto número uno por varios analistas de béisbol. Inició el año jugando con los Arkansas Travelers de la Texas League de Clase AA, con los que bateó para .324 con nueve jonrones, 27 impulsadas y 28 robos en 75 juegos.

### Los Angeles Angels of Anaheim

#### 2011
Los Angels llamaron a Trout el 8 de julio de 2011 para reemplazar al lesionado Peter Bourjos en el jardín central. Debutó esa misma noche, bateando de 3-0. Conectó el primer hit de su carrera el siguiente juego ante Michael Pineda de los Marineros de Seattle, y su primer jonrón el 24 de julio ante Mark Worrell de los Orioles de Baltimore. El 1 de agosto regresó al equipo de Arkansas, pero fue llamado nuevamente el 19 de agosto. En total participó en 40 juegos con los Angels, bateando para .220 de promedio.

#### 2012
En 2012, Trout inició la temporada con los Salt Lake Bees de la Liga de la Costa del Pacífico de Clase AAA. El 28 de abril fue llamado por los Angels, esta vez para reemplazar a Bobby Abreu.
Trout se convirtió en el primer jugador en la historia de las Grandes Ligas en conectar 30 jonrones, robar 45 bases y anotar 125 carreras en una temporada. Además, superó la marca de los Angels en carreras anotadas en una temporada, impuesta por Vladimir Guerrero, y el récord de más hits para un novato con 173, superando a Wally Joyner.
El 12 de noviembre de 2012, ganó el premio de Novato del Año de la Liga Americana, el primer jugador de los Angels en recibir tal reconocimiento desde Tim Salmon en 1993. También ganó un Bate de Plata como jardinero por su destacada ofensiva, y el Premio Fielding Bible por su defensiva como jardinero central. El 15 de noviembre, quedó en segundo lugar en la votación a Jugador Más Valioso de la Liga Americana, consiguiendo seis de los 28 votos al primer lugar, el cual ganó Miguel Cabrera.

#### 2013
En 2013, Trout inició jugando en el jardín izquierdo para darle lugar en la plantilla titular a Peter Bourjos. El 20 de abril conectó el primer grand slam de su carrera ante Rick Porcello de los Tigres de Detroit. Representó a los Angels en el Juego de Estrellas de 2013, obteniendo el mayor número de votos de todos los jardineros y siendo el primer jugador de los Angels en ser titular desde Vladimir Guerrero en 2007. Finalizó la temporada liderando la Liga Americana en bases por bolas recibidas, con 110, y nuevamente quedó en segundo lugar de la votación al Jugador Más Valioso detrás de Miguel Cabrera.

#### 2014
El 28 de marzo de 2014, Trout firmó un contrato de seis años y $150 millones con los Angels. El 15 de julio participó en su tercer Juego de Estrellas, siendo nombrado el Jugador Más Valioso del mismo luego de batear 3-2 con un doble, un triple y dos impulsadas.
En total jugó en 157 juegos en 2014, registrando promedio de .287 con 36 jonrones, 39 dobles, nueve triples, 16 bases robadas y liderando la liga con 111 impulsadas y 115 anotadas. El 13 de noviembre de 2014, fue nombrado como el Jugador Más Valioso de la Liga Americana de forma unánime.

#### 2015
El 17 de abril de 2015, Trout se convirtió en el jugador más joven en alcanzar 100 jonrones y 100 bases robadas, con 23 años y 253 días de edad. Por segundo año consecutivo fue reconocido como el Jugador Más Valioso del Juego de Estrellas, el primero en la historia en lograr la hazaña.
Finalizó la temporada con 41 jonrones y 90 impulsadas, liderando la liga en slugging y OPS con una línea de .299/.402/.590/.991. Ganó el Bate de Plata por cuarta ocasión consecutiva. El 19 de noviembre, se anunció que Trout quedó en segundo lugar de la votación al Jugador Más Valioso de la Liga Americana, detrás de Josh Donaldson y por delante de Lorenzo Cain.

#### 2016
En 159 juegos en 2016, Trout lideró las Grandes Ligas con 116 boletos, 123 anotadas y .441 de porcentaje de embasado. Además registró promedio de .315, 29 jonrones, 30 bases robadas y 100 impulsadas.
El 17 de noviembre fue galardonado con el premio de Jugador Más Valioso de la Liga Americana por segunda vez en su carrera. También se unió a Barry Bonds como el único jugador en finalizar en los primeros dos lugares de la votación por cinco temporadas consecutivas.

#### 2017
El 28 de mayo de 2017, Trout se lesionó un ligamento del pulgar de su mano izquierda al deslizarse para robar la segunda base, por lo que se sometió a una cirugía con seis a ocho semanas de reposo.
A pesar de su lesión, el 2 de julio fue anunciado como uno de los jardineros titulares de Liga Americana para el Juego de Estrellas, la sexta vez en su carrera que es escogido para iniciar dicho juego y la sexta vez en total que es convocado. Fue activado el 14 de julio, luego de perderse 39 juegos.
El 7 de agosto, fecha de su cumpleaños 26, conectó un doble que representó el hit 1,000 de su carrera. El 29 de septiembre, conectó el jonrón 200 de su carrera ante Marco Gonzales de los Marineros de Seattle. Culminó la temporada con promedio de .306, 33 jonrones, 72 impulsadas, 92 anotadas y 22 bases robadas en 402 turnos al bate.

#### 2018
El año 2018 fue muy bueno para Trout: estuvo de principio a fin disputando el Jugador Más Valioso con Mokie Betts, pero tras una lesión en la ingle perdió el premio quedando en segundo lugar.
A pesar de su lesión fue al Juego de Estrellas por séptima vez y fue galardonado con bate de plata. Ese año Trout terminó con .312, 36 jonrones y 79 Impulsadas.

#### 2019
El año 2019 de Mike fue excelente: lideró la MLB en OBP, OPS, OPS+ y SLG además de ser elegido por octava vez al Juego de Estrellas y ser por tercera vez el Jugador Más Valioso. Esto lo colocó segundo en líderes en ese trofeo empatado con 10 jugadores en dicho puesto, y también fue galardonado bate de plata por séptima vez en su carrera.

#### 2020
El año 2020, Mike Trout pega el jonrón número 300 de su carrera, rompiendo la marca que estableció Tim Salmon con 299 jonrones en el juego del 5 de septiembre contra los Houston Astros en el Angel Stadium. Trout ahora es el líder de la franquicia con 300 jonrones. Salmon, a la hora de retirarse del béisbol tras la temporada 2006, tenía 299 jonrones, todos con el equipo de los Angels.

#### 2021
En sus primeros 36 juegos de la temporada, Trout estaba bateando (.333 / .466 / .624) con 8 jonrones. El 17 de mayo, durante un juego contra los Cleveland Indians, se lesionó la pantorrilla derecha mientras trotaba las bases. Lo colocaron en el IL de 10 días al día siguiente y se esperaba que perdiera de 6 a 8 semanas. El 28 de junio, Trout fue transferido a la lista de lesionados de 60 días, elegible para regresar el 17 de julio.

## Palmarés
- All Star (9): 2012-2019, 2021
- MVP de la Liga Americana (3): 2014, 2016 y 2019
- Nominado a MVP de la Liga Americana (5): 2012 (2º puesto), 2013 (2º puesto), 2015 (2º puesto),  2017 (4º puesto) y 2018 (2º puesto)
- Bate de Plata (8), a mejor Jardinero: 2012-2016, 2018-2020
- Premio Hank Aaron de la Liga Americana (2): 2014, 2019
- Líder de carreras impulsadas de la Liga Americana (1): 2014
- Líder en bases robadas de la Liga Americana (1): 2012
- Rookie del Año de la Liga Americana (1): 2012

## Estadísticas
| G      | PA                   | AB                  | R          | H    | 2B     | 3B      | HR       | RBI       | SB           | CS               | BB             | SO      | BA               | OBP      | SLG        | OPS                   | OPS+          | TB             |
| ------ | -------------------- | ------------------- | ---------- | ---- | ------ | ------- | -------- | --------- | ------------ | ---------------- | -------------- | ------- | ---------------- | -------- | ---------- | --------------------- | ------------- | -------------- |
| Juegos | Apariciones al plato | Apariciones al bate | Remolcadas | Hits | Dobles | Triples | Home Run | Remolcada | Robo de base | Atrapado en robo | Bases por bola | Ponches | Average de bateo | On-Base% | Slugging % | On-Base Plus Slugging | Adjusted OPS+ | Total de bases |

| †       | Denota temporadas en las que ganó una Serie Mundial |
| Negrita | Líder de la liga                                    |

#### Estadísticas al Bateo

##### Temporada regular
| Year  | Age   | Tm  | G    | PA   | AB   | R   | H    | 2B  | 3B | HR  | RBI | SB  | CS | BB  | SO   | BA   | OBP  | SLG  | OPS   | OPS+ | TB   |
| 2011  | 19    | LAA | 40   | 135  | 123  | 20  | 27   | 6   | 0  | 5   | 16  | 4   | 0  | 9   | 30   | .222 | .281 | .390 | .672  | 89   | 48   |
| 2012  | 20    | LAA | 139  | 639  | 559  | 129 | 182  | 27  | 8  | 30  | 83  | 49  | 5  | 67  | 139  | .326 | .399 | .564 | .963  | 168  | 315  |
| 2013  | 21    | LAA | 157  | 716  | 589  | 109 | 190  | 39  | 9  | 27  | 97  | 33  | 7  | 110 | 136  | .323 | .432 | .557 | .988  | 179  | 328  |
| 2014  | 22    | LAA | 157  | 705  | 602  | 115 | 173  | 39  | 9  | 36  | 111 | 16  | 2  | 83  | 184  | .287 | .377 | .561 | .939  | 169  | 338  |
| 2015  | 23    | LAA | 159  | 682  | 575  | 104 | 172  | 32  | 6  | 41  | 90  | 11  | 7  | 92  | 158  | .299 | .402 | .590 | .991  | 176  | 339  |
| 2016  | 24    | LAA | 159  | 681  | 549  | 123 | 173  | 32  | 5  | 29  | 100 | 30  | 7  | 116 | 137  | .315 | .441 | .550 | .991  | 173  | 302  |
| 2017  | 25    | LAA | 114  | 507  | 402  | 92  | 123  | 25  | 3  | 33  | 72  | 22  | 4  | 94  | 90   | .306 | .442 | .629 | 1.071 | 186  | 253  |
| 2018  | 26    | LAA | 140  | 608  | 471  | 101 | 147  | 24  | 4  | 39  | 79  | 24  | 2  | 122 | 124  | .312 | .460 | .628 | 1.088 | 198  | 296  |
| 2019  | 27    | LAA | 134  | 600  | 470  | 110 | 137  | 27  | 2  | 45  | 104 | 11  | 2  | 110 | 120  | .291 | .438 | .645 | 1.083 | 182  | 303  |
| Total | Total | LAA | 1199 | 5273 | 4340 | 903 | 1324 | 251 | 46 | 285 | 752 | 200 | 36 | 803 | 1118 | .305 | .419 | .581 | .1000 | 176  | 2522 |

##### Postemporada
| Año   | Equipo | PJ | AB | R | H | 2B | 3B | HR | RBI | K | SB | AVG  | SLG  |
| ----- | ------ | -- | -- | - | - | -- | -- | -- | --- | - | -- | ---- | ---- |
| 2014  | Angels | 3  | 12 | 1 | 1 | 0  | 0  | 1  | 1   | 2 | 0  | .083 | .333 |
| Total | Total  | 3  | 12 | 1 | 1 | 0  | 0  | 1  | 1   | 2 | 0  | .083 | .333 |

## Vida personal
Mike Trout contrajo matrimonio con Jessica Tara Cox, en diciembre de 2017. El 30 de julio de 2020, le dieron la bienvenida a su primer hijo, Beckham Aaron Trout.